# Pseudione affinis
Pseudione affinis is een pissebed uit de familie Bopyridae. De wetenschappelijke naam van de soort is voor het eerst geldig gepubliceerd in 1882 door Georg Ossian Sars.